# Fraïda Hassanatte
Fraïda Hassanatte née le 19 mars 2004, est une athlète tchadienne qui participe à des courses de moyenne et longue distance. Elle est diplômée en science du Langage et de la Communication à l'Université de Maroua.

## Carrière sportive
Fraïda Hassanatte nait le 19 mars 2004. Elle a participé à des compétitions internationales pour le Tchad. Elle a acquis sa première expérience internationale en 2022 lorsqu'elle a terminé septième au 1 500 mètres aux Jeux de la solidarité islamique à Konya en 4 min 28 s 72 et a terminé dixième au 5 000 mètres avec un temps de 17 min 38 s 7.

## Records personnels
- 800 mètres : 2 min 16 s 09, le 24 mars 2022 à Douala
- 1500 mètres : 4 min 22 s 62, le 11 juin 2022 à Milan ( record tchadien )
- 3000 mètres : 9 min 36 s 99, le 28 mai 2022 à Brescia ( record tchadien )
- 5000 mètres : 17 min 26 s 27, le 25 mars 2022 à Douala
- Semi-marathon : 1 h 16 min 10 s, le 15 mai 2022 à Milan ( record tchadien )